# Josef Schawe
Josef Schawe (* 6. Februar 1902 in Osnabrück; † 1. März 1983) war ein deutscher Orientalist und Bibliothekar.

## Wirken
Josef Schawe studierte Orientalistik, Altertumskunde, Assyriologie, Semitistik, Geschichte und Philosophie an der Universität Berlin und promovierte dort 1927. Im Anschluss daran war Schawe Mitarbeiter an einem Forschungsauftrag der Notgemeinschaft der deutschen Wissenschaft zur Lexikographie der neu-assyrischen Briefliteratur. Im Jahre 1932 trat er als Voluntär an der Universitätsbibliothek Münster in den wissenschaftlichen Bibliotheksdienst und legte 1934 an der Preußischen Staatsbibliothek die Fachprüfung hierfür ab. Von 1934 bis 1938 war er als Bibliothekar an der Universitätsbibliothek Greifswald tätig, von 1938 bis 1946 an der Preußischen Staatsbibliothek, wo er 1944 für die Auslagerung von Beständen sorgte. Bis 1949 arbeitete Schawe für die Westdeutsche Bibliothek in Marburg, einem ausgelagerten Teil der Preußischen Staatsbibliothek. 1949/50 wurde ihm die Leitung der Universitätsbibliothek Gießen übertragen. Dieses Amt hatte er bis 1967 inne. Er sorgte vor allem für den Wiederaufbau dieser Bibliothek, deren Neubau 1959 eingeweiht werden konnte.

## Schriften
- Untersuchung der Elambriefe aus dem Archiv Assurbanipals. Beiträge zur elamisch-assyrischen Geschichte in der Sargonidenzeit. Dissertation Universität Berlin 1927 (1928).
- Der alte Vorderorient. In: Georg Leyh (Hrsg.): Handbuch der Bibliothekswissenschaft. 2. Aufl. Bd. 3. Harrassowitz, Wiesbaden 1955, S. 1–50.
- Die Gründungsurkunde des Gymnasiums zu Gießen. In: Mitteilungen des Oberhessischen Geschichtsvereins Gießen, Bd. 40 (1955), S. 29–37.
- Hessen in der Matrikel der Universität Genf. In: Mitteilungen des Oberhessischen Geschichtsvereins Gießen, Bd. 42 (1957), S. 52–54.
- Die Universitätsbibliothek seit 1885. In: Karl Alfred Hall u. a.: Ludwigs-Universität, Justus-Liebig-Hochschule 1607–1957. Festschrift zur 350-Jahrfeier. Gießen 1957, S. 397–432.
- Vom Neubau der UB Giessen. In: Zeitschrift für Bibliothekswesen und Bibliographie, Jg. 1958, S. 22–28.
- (Hrsg.): Festgabe zur Weihe des neuen Hauses am 1. Juli 1959. Universitätsbibliothek Gießen 1959.
- Die neue Universitätsbibliothek Giessen. Zum Abschluß des Neubaus. In: Zeitschrift für Bibliothekswesen und Bibliographie, Jg. 1960, S. 127–140.
- D. Steuberi Catalogi und Nachrichten von der Marpurger und Gieser Bibliothec. Giessener Handschrift 30. In: Kurt Ohly (Hrsg.): Aus der Welt des Bibliothekars.  Festschrift für Rudolf Juchhoff zum 65. Geburtstag. Greven, Köln 1961, S. 204–214.
- Die Universitätsbibliothek Gießen. Eine kleine Führung. Gießen 1962.
- (mit Karl Heinz Schäfer): Ernst Moritz Arndt. Ein bibliographisches Handbuch 1769–1969. Röhrscheid, Bonn 1971.